# Palais de la Banca Lombarda
 (août 2025).
Le palais de la Banca Lombarda (en italien : Palazzo della Banca Lombarda) est un bâtiment historique de la ville de Milan en Italie.

## Histoire
Le palais est construit pour accueillir le siège de la Banca Lombarda au lendemain de l'unification de l'Italie. Les travaux de construction du bâtiment, intégrés dans le vaste plan de rénovation urbaine de la zone du Duomo, commencent en 1874 selon le projet de l'ingénieur Luigi Robecchi. Par la suite, le palais accueille pendant des années les bureaux de UBI Banca.
En 2025, le bâtiment fait l'objet de travaux de rénovation et de valorisation entrepris par son nouveau propriétaire, la société immobilière milanaise COIMA.

## Description
Le bâtiment se situe sur la via Silvio Pellico dans le centre historique de Milan.
Le façade présente une architecture éclectique. Dans le hall du palais, une sculpture de Sol LeWitt a été longtemps installée.